# Байково (Холмский городской округ)
Байково — нежилое село в Холмском городском округе Сахалинской области России.
Находится на берегу Татарского пролива, в 50 км от районного центра.

## История
До 1945 года принадлежало японскому губернаторству Карафуто и называлось Кураси (яп. 久良志). После передачи Южного Сахалина СССР селу 15 октября 1947 года вернули первоначальное название — в честь первого русского посла в Китае Ф. И. Байкова.

## Население
| 1925 | 1935  | 2002 | 2010 | 2021 |
| ---- | ----- | ---- | ---- | ---- |
| 836  | ↗1938 | ↘2   | ↘0   | →0   |

## Транспорт
В селе расположена станция Байково Сахалинского региона Дальневосточной железной дороги.